# Orsolya Donkó
Orsolya Donkó, coniugata Szeteyné (Budapest, 30 ottobre 1974), è un'ex cestista ungherese.

## Carriera
Con l'Ungheria ha disputato i Campionati mondiali del 1998.